# Данте Полвара
Данте Полвара (англ. Dante Polvara, нар. 21 червня 2000, Плезантвілл) — американський футболіст, півзахисник клубу «Абердин». Володар Кубка Шотландії.

## Ігрова кар'єра
Данте Полвара народився 2000 року в місті Плезантвілл. Розпочав займатися футболом у юнацькій команді футбольного клубу «Нью-Йорк Сіті», пізніше грав за університетську команду «Джорджтаун Ояс». У 2022 році Полвара перебрався до Шотландії, де розпочав грати за клуб «Абердин». Проте американський футболіст до основного складу команди не пробився, і в 2023 році гравця віддали в оренду на батьківщину до клубу USL «Чарлстон Беттері». Уже в 2023 році американець повернувся з оренди, після чого став гравцем основного складу шотландської команди. У сезоні 2024—2025 років футболіст у складі команди став володарем Кубка Шотландії.

## Титули і досягнення
- Володар Кубка Шотландії (1):

«Абердин»: 2024–2025